# McLaren 650S Spider
El McLaren 650S Spyder fue anunciado en febrero de 2014, el 650S Spider 'es una versión convertible del 650S. Pesa 40 kg más que el coupé, pero ofrece un rendimiento casi idéntico. Puede acelerar de cero a 60 mph en 3 segundos y tiene una velocidad máxima de 204 mph.

## Diseño

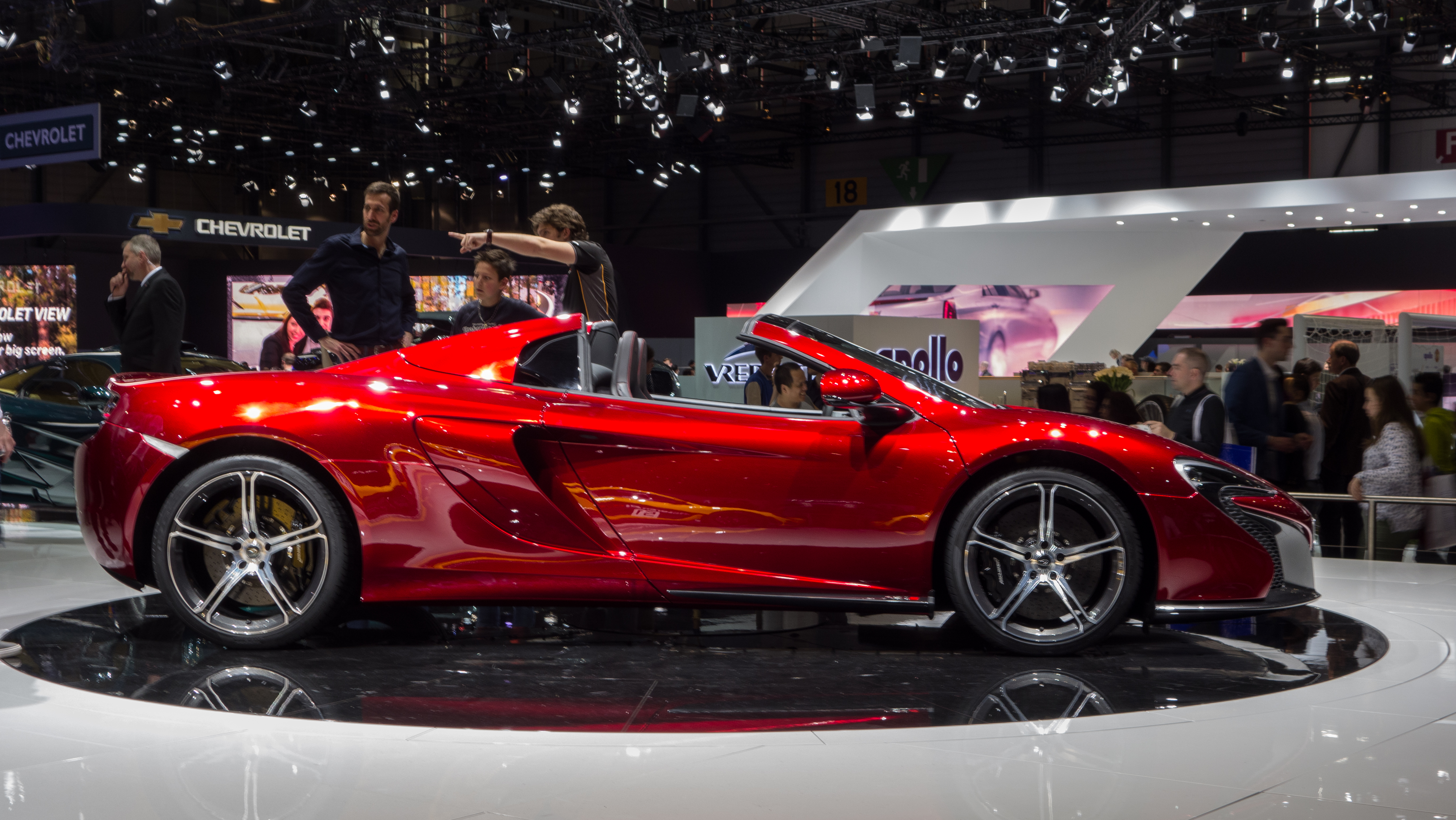
McLaren 650S en el Salón de Ginebra.

Tiene rasgos frontales del McLaren P1, cuenta con una capota dura en dos piezas que puede ser abatida en marcha hasta velocidades de 30 km/h en un proceso que dura 17 segundos. Tiene un peso total de 1.370 kg, 40 kg más que el coupé.

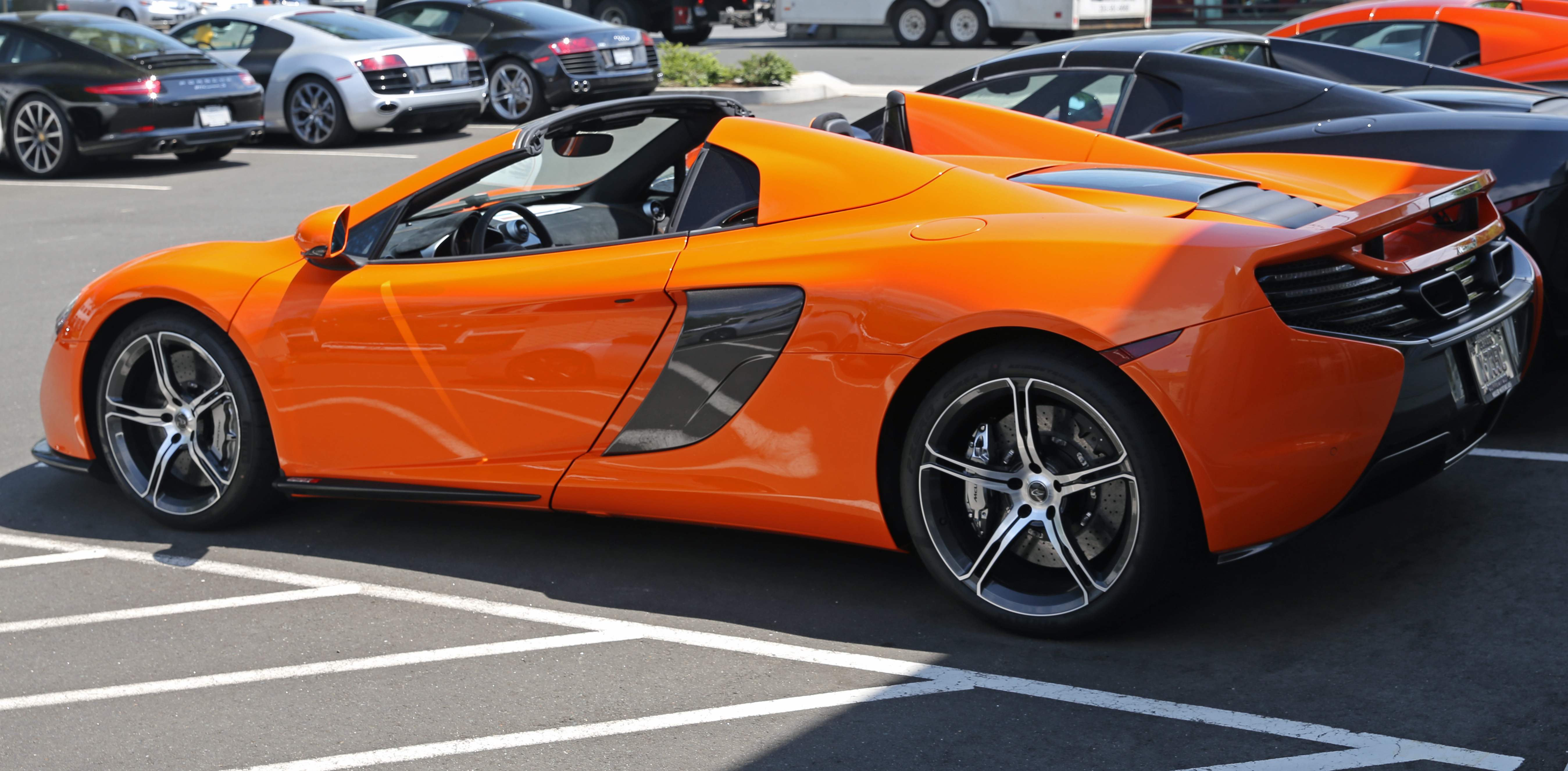
McLaren 650S Spider

Tras las cabezas de los ocupantes se añade una superficie en cristal que puede abatirse para mejorar así la sonoridad percibida del motor.

### Interior
El interior Alcantara de Negro Carbono y proporciona altos niveles de agarre, la parte superior de los arcos se colocan directamente por encima de las ruedas delanteras y son visibles en el interior, cuenta con vidrio retráctil

## Rendimiento

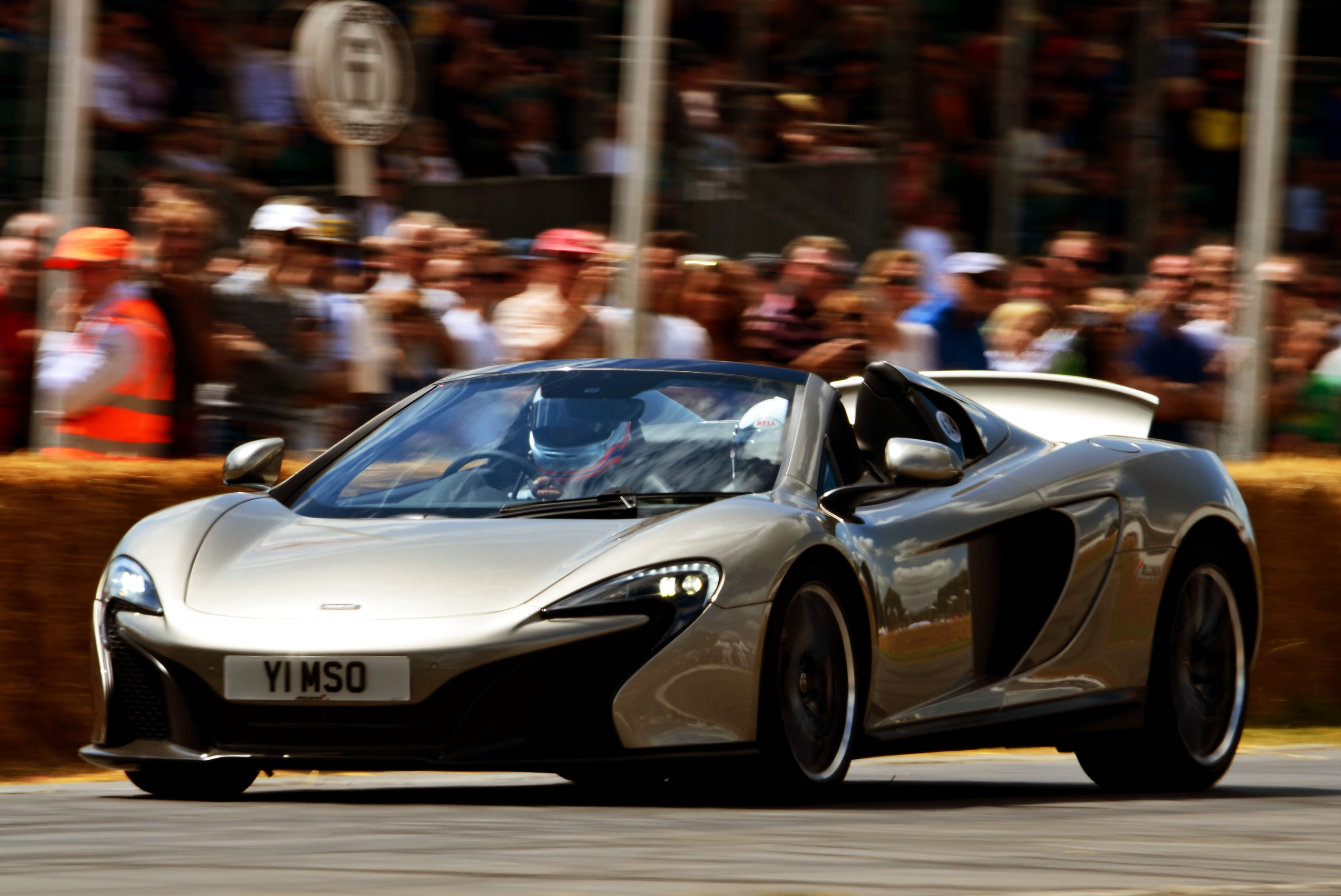
650S Spider en el Festival de la Velocidad de Goodwood.

Tiene un motor  V8 de 3.8 litros sobrealimentado con un conjunto un extra de potencia para alcanzar los 650 caballos, La rigidez torsional se mantiene itnacta debido a la configuración del chasis monocasco en fibra de carbono evitando el aumento de peso, cuenta con el mismo coeficiente aerodinámico que el 12C, pero mejorado el downforce a ritmos de más de 240 km/h, tiene un incremento de potencia de 25 caballos, entregando un par de 678 Nm.
El McLaren 650S Spider logra acelerar de 0 a 100 km/h en 3 segundos, acelera de 0 a 200 km/h de 8.6 segundos y una velocidad máxima de 329 km/h. Tiene una transmisión de doble embrague de 7 velocidades, reduciéndose los tiempos de cambio.